# Cohors I Ulpia Brittonum
Die Cohors I Ulpia Brittonum [torquata] [civium Romanorum] [pia fidelis] [milliaria] [equitata] (deutsch 1. Kohorte die Ulpische der Briten [mit Torques ausgezeichnet] [der römischen Bürger] [loyal und treu] [1000 Mann] [teilberitten]) war eine römische Auxiliareinheit. Sie ist durch Militärdiplome, Inschriften und Ziegelstempel belegt. Die Kohorte ist vermutlich auch mit der Cohors I Aurelia Brittonum [Antoniniana] [milliaria] identisch, die im 3. Jahrhundert in der Provinz Noricum stationiert war.

## Namensbestandteile
- Cohors: Die Kohorte war eine Infanterieeinheit der Auxiliartruppen in der römischen Armee.

- I: Die römische Zahl steht für die Ordnungszahl die erste (lateinisch prima). Daher wird der Name dieser Militäreinheit als Cohors prima .. ausgesprochen.

- Ulpia: die Ulpische. Die Ehrenbezeichnung bezieht sich auf Kaiser Trajan, dessen vollständiger Name Marcus Ulpius Traianus lautet.

- Brittonum: der Briten. Die Soldaten der Kohorte wurden bei Aufstellung der Einheit aus den verschiedenen Stämmen der Briten auf dem Gebiet der römischen Provinz Britannia rekrutiert. Die in Britannien aufgestellten Hilfstruppeneinheiten haben drei unterschiedliche Bezeichnungen: Britannica, Britannorum und Brittonum. Die Gründe, warum unterschiedliche Bezeichnungen gewählt wurden, sind unklar.[1]

- torquata: mit Torques ausgezeichnet. Der Zusatz kommt in Militärdiplomen von 106 bis 128 vor.

- civium Romanorum: der römischen Bürger. Den Soldaten der Einheit war das römische Bürgerrecht zu einem bestimmten Zeitpunkt verliehen worden. Für Soldaten, die nach diesem Zeitpunkt in die Einheit aufgenommen wurden, galt dies aber nicht. Sie erhielten das römische Bürgerrecht erst mit ihrem ehrenvollen Abschied (Honesta missio) nach 25 Dienstjahren. Der Zusatz kommt in den Militärdiplomen von 106 bis 110, dem Militärdiplom von 161/162 sowie in der Inschrift (AE 1971, 388) vor.

- pia fidelis: loyal und treu. Die Auszeichnung wurde der Einheit im zweiten Dakerkrieg durch Trajan verliehen.[2] Der Zusatz kommt in dem Militärdiplom von 106 sowie in der Inschrift (AE 1971, 388) vor.

- Aurelia: die Aurelische. Die Ehrenbezeichnung bezieht sich auf Kaiser Mark Aurel und wurde möglicherweise während der Markomannenkriege verliehen.[3] Der Zusatz kommt in den Inschriften (AE 2008, 1026, CIL 3, 14485a) vor.

- Antoniniana: die Antoninianische. Eine Ehrenbezeichnung, die sich entweder auf Caracalla (211–217) oder auf Elagabal (218–222) bezieht. Der Zusatz kommt in der Inschrift (CIL 3, 14485a) sowie in Ziegelstempeln vor.

- milliaria: 1000 Mann. Je nachdem, ob es sich um eine Infanterie-Kohorte (Cohors milliaria peditata) oder einen gemischten Verband aus Infanterie und Kavallerie (Cohors milliaria equitata) handelte, lag die Sollstärke der Einheit entweder bei 800 oder 1040 Mann. Der Zusatz kommt in fast allen Militärdiplomen sowie in den Inschriften (AE 1971, 388, CIL 3, 14485a) vor. In den Diplomen und Inschriften wird z. T. statt milliaria das Zeichen {\displaystyle \infty } verwendet.

- equitata: teilberitten. Die Einheit war ein gemischter Verband aus Infanterie und Kavallerie. Der Zusatz kommt in der Inschrift (AE 1971, 388) vor. In dem Militärdiplom von 106 findet sich die Formulierung peditibus et equitibus (Fußsoldaten und Reiter) und zwei weitere Diplome wurden für Reiter ausgestellt.

Die Einheit war eine Cohors milliaria equitata. Die Sollstärke der Einheit lag daher bei 1040 Mann, bestehend aus 10 Centurien Infanterie mit jeweils 80 Mann sowie 8 Turmae Kavallerie mit jeweils 30 Reitern.

## Geschichte
Die Kohorte war in den Provinzen Moesia superior, Dacia und Noricum (in dieser Reihenfolge) stationiert. Sie ist auf Militärdiplomen für die Jahre 103/106 bis 165 n. Chr. aufgeführt.
Die Einheit befand sich vermutlich um 80/85 in der Provinz Britannia und wurde dann unter Domitian in den Donauraum verlegt. Es ist aber unsicher, in welcher Provinz die Einheit stationiert war, bevor sie 103/106 in Moesia superior nachgewiesen ist. Eine Cohors I Brittonum milliaria ist in einem Diplom von 85 in der Provinz Pannonia nachgewiesen. Ob es sich dabei um die spätere Cohors I Ulpia Brittonum oder um eine andere Einheit handelt, ist unklar.
Der erste Nachweis der Kohorte in der Provinz Moesia superior beruht auf einem Diplom, das auf 103/106 datiert ist. In dem Diplom wird die Kohorte als Teil der Truppen aufgeführt (siehe Römische Streitkräfte in Moesia), die in der Provinz stationiert waren. Ein weiteres Diplom, das auf 103/107 datiert ist, belegt die Einheit in derselben Provinz.
Die Einheit nahm an den Dakerkriegen Trajans teil und verblieb danach in der neuen Provinz. Der erste Nachweis der Einheit in der Provinz Dacia beruht auf einem Diplom, das auf 106 datiert ist. In dem Diplom wird die Kohorte als Teil der Truppen aufgeführt (siehe Römische Streitkräfte in Dacia), die in der Provinz stationiert waren. Weitere Diplome, die auf 109 bis 164 datiert sind, belegen die Einheit in derselben Provinz (bzw. ab 119 in Dacia Superior und ab 133 in Dacia Porolissensis).
Das Diplom von 106 wurde speziell für die Soldaten der Kohorte aufgrund ihrer Leistungen in den Dakerkriegen ausgestellt; sie erhielten damit das römische Bürgerrecht schon vor Ableistung ihrer regulären 25 Dienstjahre (ante emerita stipendia). In diesem Diplom wird die Einheit als Cohors I Brittonum milliaria Ulpia torquata Pia Fidelis civium Romanorum bezeichnet.
Die Einheit nahm möglicherweise an den Markomannenkriegen von Mark Aurel teil; vermutlich wurde sie während dieser Kämpfe mit der Ehrenbezeichnung Aurelia ausgezeichnet. Zu einem unbestimmten Zeitpunkt wurde sie erneut nach Dacia Superior verlegt, wo sie um 201 in Bumbești-Jiu belegt ist. Im frühen 3. Jh. wurde sie dann in die Provinz Noricum verlegt, wo sie möglicherweise bis zum Ende des 3. Jh. stationiert war.
Der letzte Nachweis der Kohorte beruht auf der Inschrift (AE 2008, 1026), die in die erste Hälfte des 3. Jh. datiert wird.

## Standorte
Standorte der Kohorte in Dacia waren möglicherweise:
- Kastell Buciumi
- Bumbești-Jiu: Die Inschrift (CIL 3, 14485a) wurde hier gefunden.
- Porolissum (Moigrad): Die Inschriften (AE 1971, 388, ILD 697) wurden hier gefunden.

Ziegel mit verschiedenen Stempeln, die der Kohorte zugerechnet werden, wurden an den obigen Orten und darüber hinaus noch in Bologa und Dierna (CIL 03, 08074,10) gefunden.
Standorte der Kohorte in Noricum waren möglicherweise:
- Kastell Wallsee: Die Inschrift (AE 2008, 1026) sowie Ziegel mit den Stempeln C I A B, CO I AU B und CO PR AU BR wurden hier gefunden.[3]

Standorte der Kohorte in Pannonia waren möglicherweise:
- Vetus Salina (Adony): Die Inschrift (CIL 3, 10331) wurde hier gefunden.

## Angehörige der Kohorte
Folgende Angehörige der Kohorte sind bekannt:

### Kommandeure
| - [?], ein Tribun (AE 1983, 325). - []eius Pe[]tus: er wird auf dem Diplom von 161/162 als Kommandeur genannt. - [] [S]uper: er wird auf dem Diplom (RMD 4, 248) als Kommandeur genannt. - Antonius Caru[s]: er wird auf dem Diplom von 128 als Kommandeur genannt. - [C]ludius (AE 1971, 388) - Gaius Iulius Corinthianus, ein Tribun | - Laecanius Sc[]: er wird auf einem der Diplome von 164 (RMD 1, 63) als Kommandeur genannt. - Lucius Alfius Restitutus, ein Präfekt - Lucius Nonius Bassus: er wird auf dem Diplom von 154 als Kommandeur genannt. - Marcus Aemilius Bassus, ein Tribun - [P]lautiu[s]: er wird auf dem Diplom von 105 als Kommandeur genannt. - Titus Iulius Arrianus: er wird auf dem Diplom von 151 als Kommandeur genannt. |

### Sonstige
| - []marus, ein Soldat: das Diplom von 105 wurde für ihn ausgestellt. - []relius, ein Fußsoldat: das Diplom von 128 wurde für ihn ausgestellt. - []sus, ein Reiter (CIL 3, 10331) - Aelius Firmus, ein Centurio (ILD 697) - Arte(midorius), ein Centurio (AE 2015, 1168) - Iulius Iulianus, ein Soldat und Ziegeleivorsteher (AE 2008, 1026) - L(ucius) Iulius Pansa, ein Veteran und ehemaliger Centurio (AE 1990, 387) | - Luonercus, ein Fußsoldat: das Diplom von 159 wurde für ihn ausgestellt. - M(arcus) Ulpius Longinus, ein Fußsoldat: das Diplom von 110 wurde für ihn ausgestellt. - [M(arcus) Ulpius] N[], ein Reiter: das Diplom von 161/162 wurde für ihn ausgestellt. - M(arcus) Ulpius Novantico, ein Fußsoldat: das Diplom von 106 wurde für ihn ausgestellt. - Mucatralis, ein Reiter: eines der Diplome von 164 (RMD 1, 63) wurde für ihn ausgestellt. - Prosostus, ein Fußsoldat: das Diplom von 151 wurde für ihn ausgestellt. |

## Weitere Kohorten mit der BezeichnungCohors I Brittonum
Es gab noch drei weitere Kohorten mit dieser Bezeichnung:
- die Cohors I Aelia Brittonum. Sie war in der Provinz Noricum stationiert.
- die Cohors I Augusta Nerviana Brittonum. Sie ist durch Militärdiplome von 101/115 bis 115 belegt und war in der Provinz Moesia superior stationiert.
- die Cohors I Flavia Brittonum. Sie ist durch Diplome von 95 bis 157 belegt und war in den Provinzen Dalmatia und Noricum stationiert.